# G Walk
G Walk è un singolo del rapper statunitense Lil Mosey, in collaborazione con il noto cantante R&B Chris Brown, pubblicato il 7 giugno 2019 dall'etichetta discografica Republic Records come primo estratto dal secondo album in studio di Mosey Certified Hitmaker.

## Tracce
1. G Walk – 2:21